# Крегул Михайло Васильович
Миха́йло Васи́льович Кре́гул (14 жовтня 1993 — 11 липня 2015) — старший солдат Збройних сил України.

## Життєпис
Навчався в школі села Свірневе, після закінчення 9–го класу вступив до Голованівського ПТУ № 38, де здобув спеціальність «водій-електрик». Протягом 2011—2012 років проходив строкову службу в лавах ЗСУ — у Гайсині, Бучі, служив у льотному підрозділі водієм. Демобілізувавшись, працював на Побузькому феронікелевому заводі.
31 серпня 2014 року мобілізований, в 34-й батальйон територіальної оборони Збройних Сил України, старший солдат, механік-водій евакуаційного відділення взводу забезпечення. 2 тижні знаходився в Кіровограді, потім у Констянтинівці Донецької області, згодом служив водієм у місті Дзержинськ.
11 липня 2015-го загинув під Горлівкою при виконанні бойового завдання: автомобіль МАЗ-537 підірвався на протитанкових мінах ТМ-62М.
Похований в селі Свірневе.
Без Михайла лишилася дружина та 3-місячна дитина Христина.

## Нагороди та вшанування
За особисту мужність, сумлінне та бездоганне служіння Українському народові, зразкове виконання військового обов'язку відзначений — нагороджений
- 25 грудня 2015 року — орденом «За мужність» III ступеня (посмертно)
- 27 травня 2016 року в ЗОШ села Свірневе відкрито пам'ятну дошку Михайлу Крегулу.